# Chinesenaktion

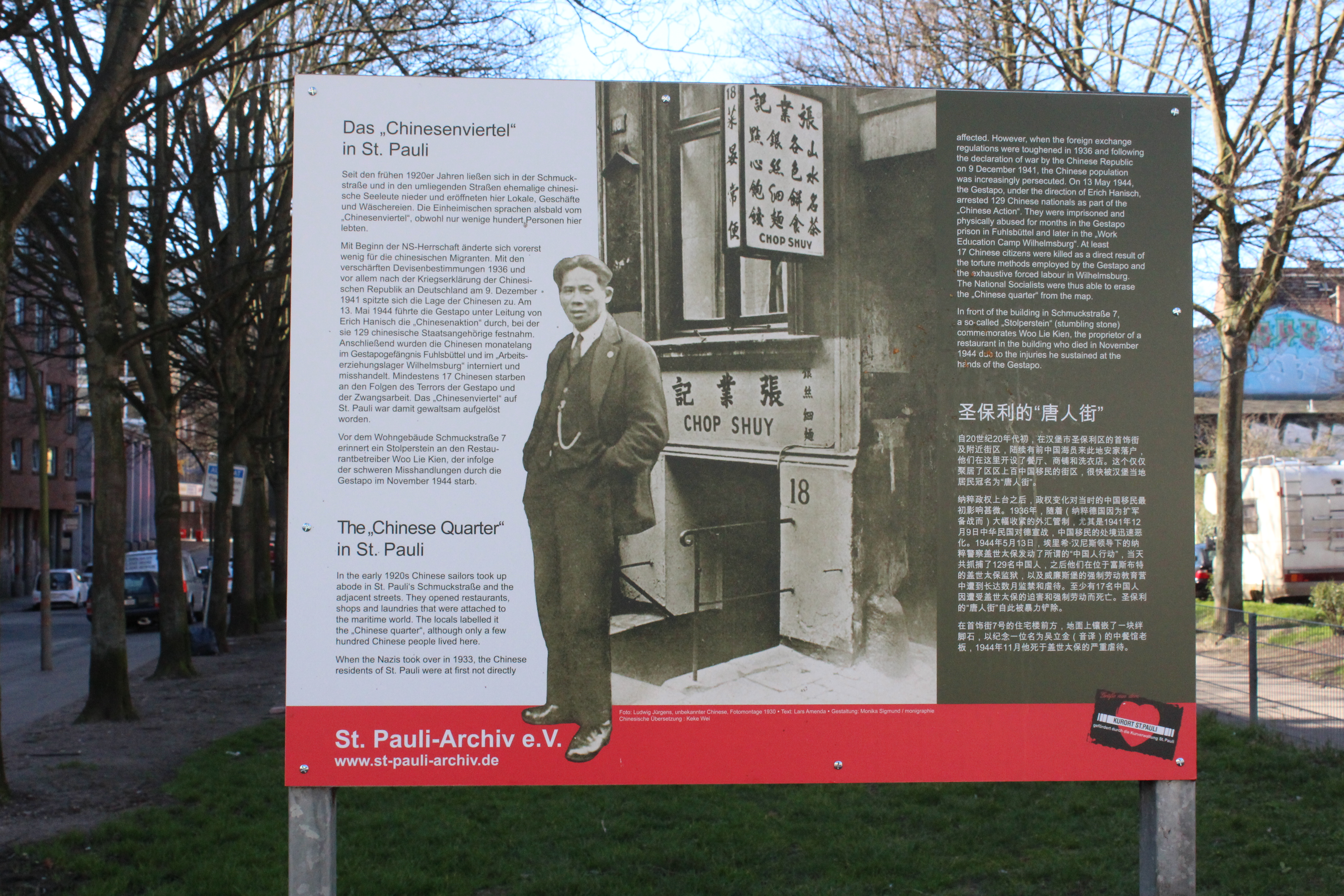
Gedenktafel an das Hamburger Chinesenviertel und die Chinesenaktion; Schmuckstraße, Ecke Talstraße (2020)

Als Chinesenaktion wird eine am 13. Mai 1944 unter Leitung der Gestapo im Hamburger Chinesenviertel in St. Pauli durchgeführte Razzia und Verhaftungswelle gegen dort lebende chinesische Staatsbürger, Migranten und asiatisch aussehende Menschen sowie mit ihnen befreundete Frauen bezeichnet.

## Ablauf
Bei der Aktion am 13. Mai 1944 wurden insbesondere im Quartier rund um die Schmuckstraße die Straßenzüge von mit Maschinenpistolen bewaffneter Kriminal- und Ordnungspolizei vollständig abgesperrt. Etwa 200 eingesetzte Beamte unter der Leitung der Gestapo verhafteten die kleine ethnische Gruppe von etwa 130 Chinesen, brachten die Menschen zunächst in die Davidwache und von dort in das Untersuchungsgefängnis an der Holstenglacis. Dort wurden ihnen Pässe, Wertsachen und Geld abgenommen. Anschließend brachte man sie mit einem LKW in das Polizeigefängnis Fuhlsbüttel, wo die meisten von ihnen mehrere Monate einsaßen. Nach Zeugenaussagen wurden viele von ihnen dort schwer misshandelt und gefoltert, einige überlebten die Torturen nicht.
Der Befehl für die Chinesenaktion wurde von Albert Schwelm, Leiter des Gestaporeferates IV 1c, gegeben; die Durchführung oblag dem Gestapobeamten Erich Hanisch. Im September 1944 wurden 60 bis 80 inhaftierte Chinesen in das Arbeitserziehungslager Langer Morgen verschleppt, von wo aus sie in den umliegenden Hafen- und Industriegebieten Zwangsarbeit leisten mussten. Sie blieben damit gewollt im Einflussbereich der Gestapo, anders als diejenigen, die nach einer Überstellung in das KZ Neuengamme der SS ausgesetzt waren. Siebzehn Chinesen überlebten das Lager nachweislich nicht, ihre Namen standen auf einer später verloren gegangenen Liste. Die Zahl der Opfer insgesamt wird um Einiges höher angenommen.
Von der Chinesenaktion betroffen waren zudem Frauen, die mit den verhafteten Chinesen befreundet waren, in Partnerschaft lebten oder in den chinesischen Gaststätten arbeiteten. Sie wurden ebenfalls festgenommen, verhört, teilweise in "Schutzhaft" genommen oder in Anstalten und Konzentrationslager deportiert.
Einige Überlebende kämpften nach dem Krieg vergeblich um eine Entschädigung. Wiedergutmachungsbehörden behaupteten, die Verfolgung sei nicht rassistisch motiviert gewesen. Die angerufenen Gerichte bestätigten diese Auffassung und urteilten, die Chinesenaktion sei ein gewöhnlicher polizeilicher Vorgang gewesen.

## Einzelschicksale
- Chan Ho Bau (geboren 1887 oder 1897) wurde bei der Chinesenaktion verhaftet und starb am 22. Oktober 1944 im Arbeitslager Langer Morgen. Auf dem Gräberfeld Opfer verschiedener Nationen des Ohlsdorfer Friedhofs ist ein Gedenkstein für ihn verlegt.[6]

- Chong Tin Lam (張添林) (1907 Kanton – 1983 Hamburg) kam 1926 nach Hamburg und erwarb 1938 die Hong Kong Bar am Hamburger Berg 14. Seine Lebensgefährtin war die aus Polen stammende Lina Donatius, mit der er eine Tochter hatte, geboren 1942. Chong galt als sehr hilfsbereit, er organisierte während des Krieges, in Zusammenarbeit mit dem chinesischen Konsul in Berlin, Ausreisepapiere für chinesische ehemalige Kriegsgefangene.[7] 1944 wurde er während der Chinesenaktion verhaftet, in Fuhlsbüttel inhaftiert und misshandelt. Bis zum Kriegsende durchlief er mehrere Lager. Er kehrte nach Hamburg zurück und wurde Mitglied der Vereinigung der Verfolgten des Naziregimes (VVN). Die Hongkong-Bar konnte er wieder aufbauen, doch ein von ihm gestellter Wiedergutmachungsantrag wurde abgelehnt.[8]

- Kam Sing Fok (aus Kanton) war um 1930 Eigentümer des Wong Fu in der Schmuckstraße 18. Er hatte eine Beziehung zu einer Frau aus St. Pauli und mit ihr einen Sohn, geboren 1930. Kam Sing Fok wurde bei der Chinesenaktion verhaftet, überlebte und blieb nach dem Krieg in Hamburg, er eröffnete ein Chinarestaurant in der Talstraße.[9]

- Liang Wong (1904–1945) wurde bei der Chinesenaktion verhaftet und starb am 28. Februar 1945 im Arbeitslager Langer Morgen. Er wurde auf dem Gräberfeld Opfer verschiedener Nationen des Ohlsdorfer Friedhofs beerdigt.[10]

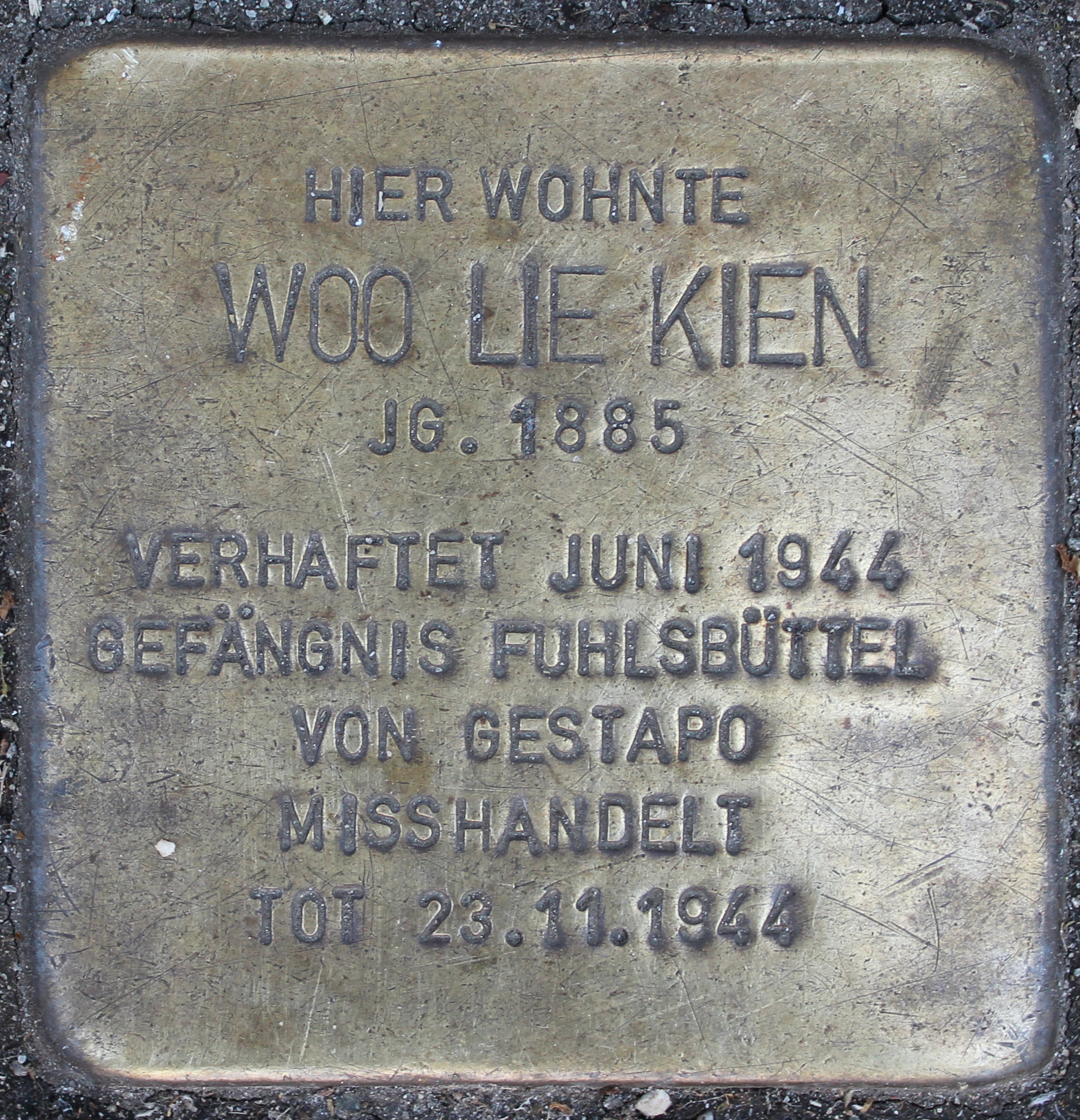

- Woo Lie Kien (8. September 1885, Kaiping – 23. November 1944, Hamburg) kam als Heizer auf einem Dampfschiff nach Europa und ließ sich 1926 in Hamburg nieder. Er lebte in der Schmuckstraße 7 und übernahm 1936 eine Gastwirtschaft in der Schmuckstraße 9, die Treffpunkt chinesischer Seeleute war. Er wurde im Juni 1944 verhaftet und im Polizeigefängnis Fuhlsbüttel schwer misshandelt. Er starb am 23. November 1944 im Allgemeinen Krankenhaus Barmbek an den Folgen der Folter.[11]

## Gedenken

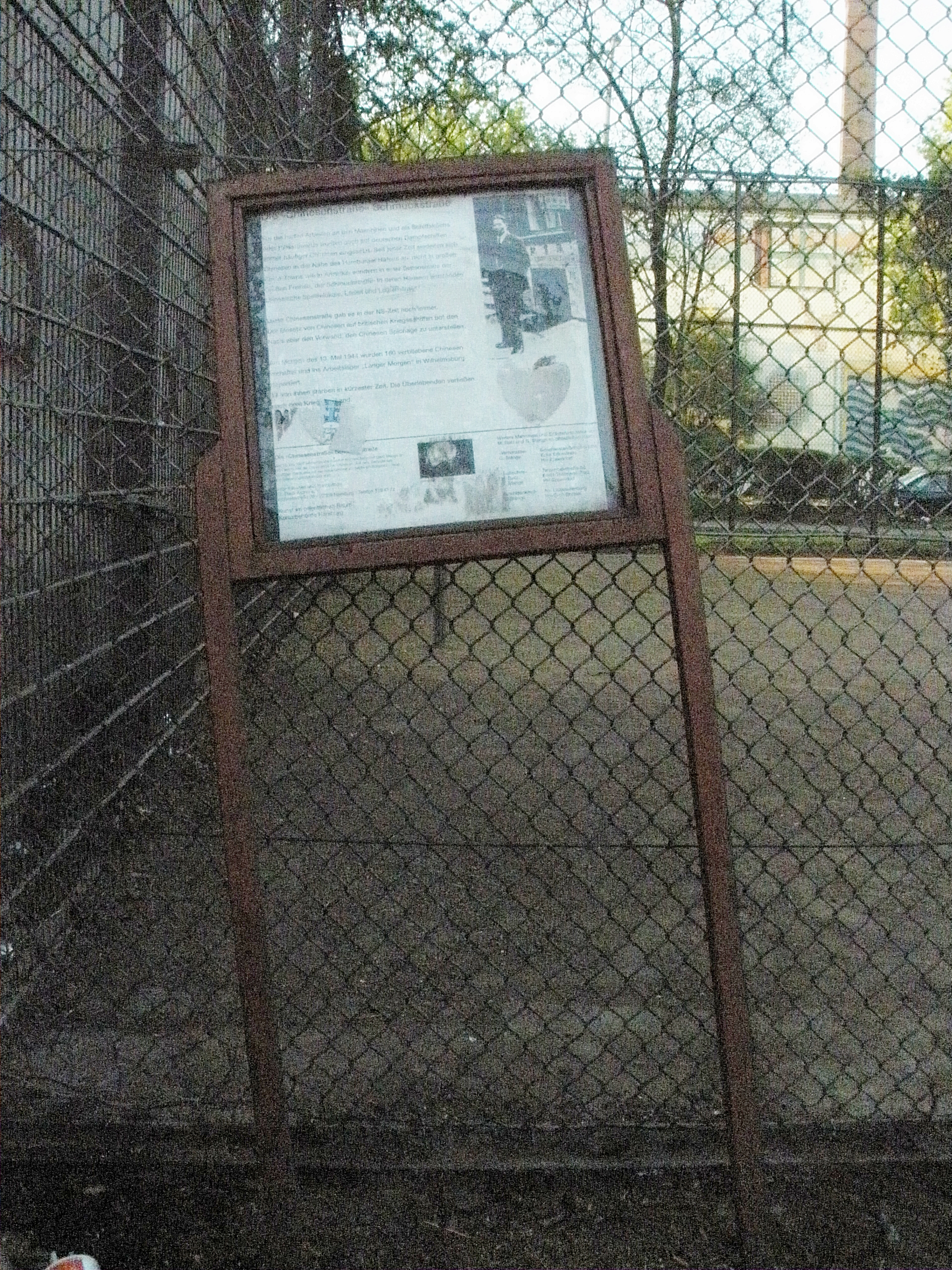
Alte Erinnerungstafel vor dem Bolzplatz Schmuckstraße (2011)

1996 installierten die Künstler Gerd Stange und Michael Batz in der Schmuckstraße eine Erinnerungstafel, die auf das Chinesenviertel und dessen Ende durch die Chinesenaktion hinwies. Im September 2012 ersetzte das St. Pauli-Archiv das über die Jahre marode gewordene Schild durch eine Tafel am Grünstreifen der Schmuckstraße Ecke Talstraße.
Gunter Demnig verlegte für 16 Opfer der Chinesenaktion Stolpersteine in der Schmuckstraße und am Hamburger Berg.
Mit dem Dokumentarfilm Fremde Heimat thematisierten vier Studenten die Geschichte des Hamburger Chinesenviertels, der Chinesenaktion und das Leben von Chong Tin Lam, dem Gründer der Hongkong-Bar. An der Hongkong-Bar befindet sich eine Gedenktafel für Chong Tin Lam.